# Odojek
Odojek je na ražnju pečen mlad prašiček, kozliček ali jagnje. Lahko se peče (priporočeno) v velikem pekaču v krušni peči ali nataknjen na drog nad ognjem oziroma žarom. Če je pečen v pekaču se skupaj speče za prilogo še krompir, če je pečen na drogu se postreže kruh. Servirajo se tudi dodatki jedem predvsem ajvar in (mlada) čebula.
Servira se tudi kot hladen prigrizek z obveznim ajvarjem, gorčico in srbsko solato.

## Zgodovina
Vseskozi zgodovino najdemo recepte za odojke od Starega Rima in Kitajske naprej.

## Odojek globalno

### Evropa
V Sloveniji, Srbiji, Hrvaški, Španiji, Portugalski, Nemčiji, Ukrajini, itd zelo cenijo odojka. V Rusiji spremlja gosko pri tradicionalni božični pojedini.

### Kitajska
V Kitajski kuhinji se prašiček uživa le v manjših količinah. Če ga serviramo celega, se imenuje 乳猪, jyu zyu.

### Filipini
V filipinski kuhinji se odojek imenuje lechón.

### US/UK
"Cochon de Lait festival" se imenuje letni festival v Mansuri, Louisiani. Med festivalom pečejo prašičke in strežejo "hrustance", to je pečeno svinjsko kožo. 